# Gonyosoma
Gonyosoma – rodzaj węży z podrodziny Colubrinae w rodzinie połozowatych (Colubridae).

## Zasięg występowania
Rodzaj obejmuje gatunki występujące na Andamanach (Indie), w Mjanmie, Chinach, na Tajwanie, w Tajlandii, Kambodży, Laosie, Wietnamie, Malezji, Singapurze, na Filipinach i w Indonezji.

## Systematyka

### Etymologia
- Gonyosoma: gr. γωνια gōnia „kąt”[11]; σωμα sōma, σωματος sōmatos „ciało”[12].
- Alopecophis: αλωπηξ alōpēx, αλωπεκος alōpekos „lis” (tj. koloru lisa)[13]; οφις ophis, οφεως opheōs „wąż”[14]. Gatunek typowy: Alopecophis chalybeus J.E. Gray, 1849 (= Coluber oxycephalus F. Boie, 1827).
- Aepidea: gr. αιπυς aipus „wysoki, stromy”[15]; ιδεα idea „kształt, forma”[16]. Gatunek typowy: Aepidea robusta Hallowell, 1860 (= Coluber oxycephalus F. Boie, 1827).
- Allophis: gr. αλλος allos „inny”[17]; οφις ophis, οφεως opheōs „wąż”[14]. Gatunek typowy: Allophis (Elaphis) nigricaudus Peters, 1872 (= Elaphe janseni Bleeker, 1859).
- Rhynchophis: gr. ῥυγχος rhunkhos „pysk”[18]; οφις ophis, οφεως opheōs „wąż”[14]. Gatunek typowy: Rhynchophis boulengeri Mocquard, 1897.
- Rhadinophis: gr. ῥαδινος rhadinos „delikatny, smukły”[19]; οφις ophis, οφεως opheōs „wąż”[14]. Gatunek typowy: Rhadinophis melli Vogt, 1922 (= Herpetrodryas frenatus J.E. Gray, 1853).
- Proboscidophis: gr. προβοσκις proboskis, προβοσκιδος proboskidos „trąba”[20]; οφις ophis, οφεως opheōs „wąż”[14]. Gatunek typowy: Proboscidophis versicolor Fan, 1931 (= Rhynchophis boulengeri Mocquard, 1897).

### Podział systematyczny
Do rodzaju należą następujące gatunki: 
- Gonyosoma boulengeri (Mocquard, 1897)
- Gonyosoma coeruleum Liu, Hou, Lwin, Wang & Rao, 2021
- Gonyosoma frenatum (Gray, 1853)
- Gonyosoma hainanense Peng, Zhang, Huang, Burbrink & Wang, 2021
- Gonyosoma jansenii (Bleeker, 1859)
- Gonyosoma margaritatum Peters, 1871
- Gonyosoma oxycephalum (Boie, 1827) – goniosoma namorzynowa[21]
- Gonyosoma prasinum (Blyth, 1855)